# Птолемей VII
Птолемей VII Неос Филопатор (на старогръцки: Πτολεμαῖος Νέος Φιλοπάτωρ, Ptolemaios VII Neos Philopator; * пр. 152 пр.н.е.; † вер. 145/144 пр.н.е.) е малкият син на египетския фараон Птолемей VI и неговата сестра-съпруга Клеопатра II.

## Управление
Малолетният Птолемей VII е фараон на Птолемеев Египет за няколко месеца през 145/144 пр.н.е. и управлява само формално. Според нови изследвания, той е бил за кратко сърегент на баща си, но не е управлявал самостоятелно, а царската титла му е присъдена посмъртно.
Той е убит по заповед на неговия чичо Птолемей VIII, който заема трона и се жени за майка му царицата-регент Клеопатра II.